# Niszczyciele typu Bourrasque
Niszczyciele typu Bourrasque (równ. znana pod nazwą Simoun) – seria francuskich niszczycieli (kontrtorpedowców) z okresu II wojny światowej. Na bazie tego typu zostały zbudowane dwa polskie niszczyciele ORP "Wicher" oraz ORP "Burza".

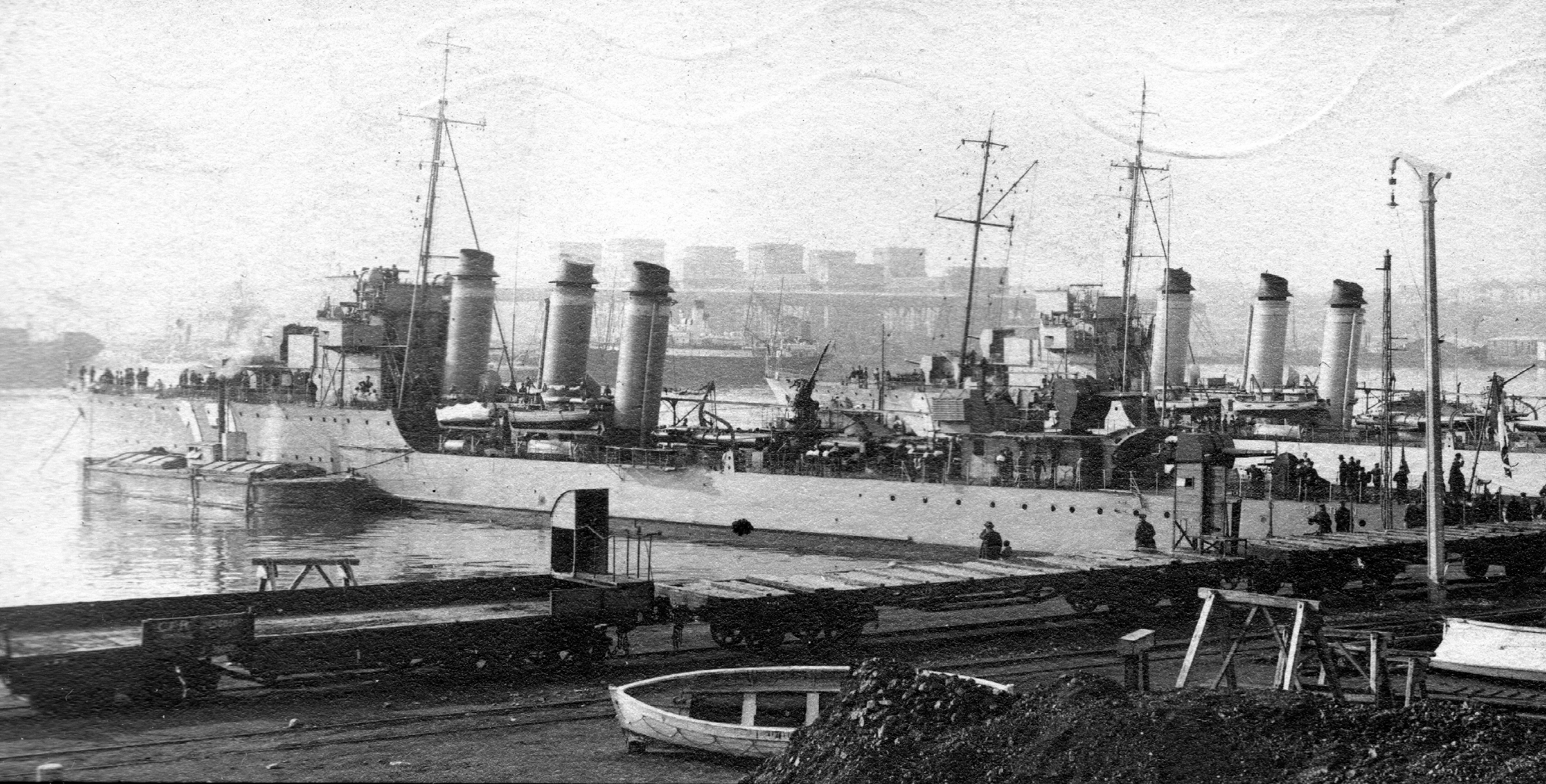
Dwie jednostki typu Bourrasque w porcie Konstanca, 1927 r.

## Lista jednostek
- Bourrasque(inne języki) (Burza śnieżna – 12, 24, 24, 41, T41) – zbudowany przez At & Ch de France, Dunkierka, ukończony 23 września 1926 – zniszczony 30 maja 1940 pod Nieuwpoort
- Cyclone (Cyklon – 51, 52, 56, 61, T61) – zbudowany przez f & Ch de la Mediterranee, Le Havre, ukończony 1 czerwca 1928 – uszkodzony przez E-boat S-24 30 maja 1940, zatopiony w Breście 18 czerwca 1940
- Mistral (Mistral – 52, 53, 62, 63, T63, H03) – zbudowany przez f & Ch de la Méditerranée, Le Havre, ukończony 1 czerwca 1927 – wycofany ze służby 17 lutego 1950
- Orage (Sztorm – 13, 16, 12, 22, 43, T43) – zbudowany przez Ch Nav Francais, Caen, ukończony 1 grudnia 1926 – zniszczony 23 maja 1940
- Ouragan (Huragan – 12, 15, 13, 23, 42, T42, H16) – zbudowany przez Ch Nav Français, Caen, ukończony 19 stycznia 1927, 3 lipca 1940 przejęty przez Wielką Brytanię, wypożyczony w okresie od 18 lipca 1940 do 30 kwietnia 1941 Polskiej Marynarce Wojennej jako OF "Ouragan", przekazany siłom morskim Wolnych Francuzów w 1941 – wycofany ze służby w 1949
- Simoun(inne języki) (Samum – 13, 12, 54, 58, 6, 3, T33, T52, T61, T62) – zbudowany przez At & Ch de St Nazaire Panhoet, ukończony 29 kwietnia 1926 – wycofany ze służby 17 lutego 1950
- Sirocco (Sirocco – 53, 57, 52, 63, 62, T62) – zbudowany przez At & Ch de St Nazaire Panhoet, ukończony 1 lipca 1927 – zniszczony 31 maja 1940 podczas operacji Dynamo przez niemieckie łodzie torpedowe S-23 i S-26. Wrak leży na  pozycji 51°18'57" N, 02°14'08"E
- Tempête (Sztorm – 11, 13, 31, 58, 7, 3, T13, T62, T61) – zbudowany przez Anciens Ch Dubigeon, ukończony 28 września 1926 – wycofany ze służby 1950
- Tornade(inne języki) (Tornado – 31, 33, 73, 76, T73) – zbudowany przez Ch Dyle & Bacalan (Bordeaux), ukończony 10 maja 1928 – zatopiony 8 listopada 1942 w Oranie
- Tramontane (Tramontana – 34, 31, 83, 75, T71) – zbudowany przez F & Ch Girodins Bordeaux, ukończony 15 października 1927 – zniszczony 8 listopada 1942
- Trombe (Trąba powietrzna – 32, 82, T82, T64) – zbudowany przez F & Ch Girodins Bordeaux, ukończony 27 października 1927 – wycofany ze służby 17 lutego 1950
- Typhon (Tajfun – 33, 72, T72) – zbudowany przez F & Ch Girodins Bordeaux, ukończony 27 czerwca 1928 – zatopiony 9 listopada 1942 w Oranie

## Galeria

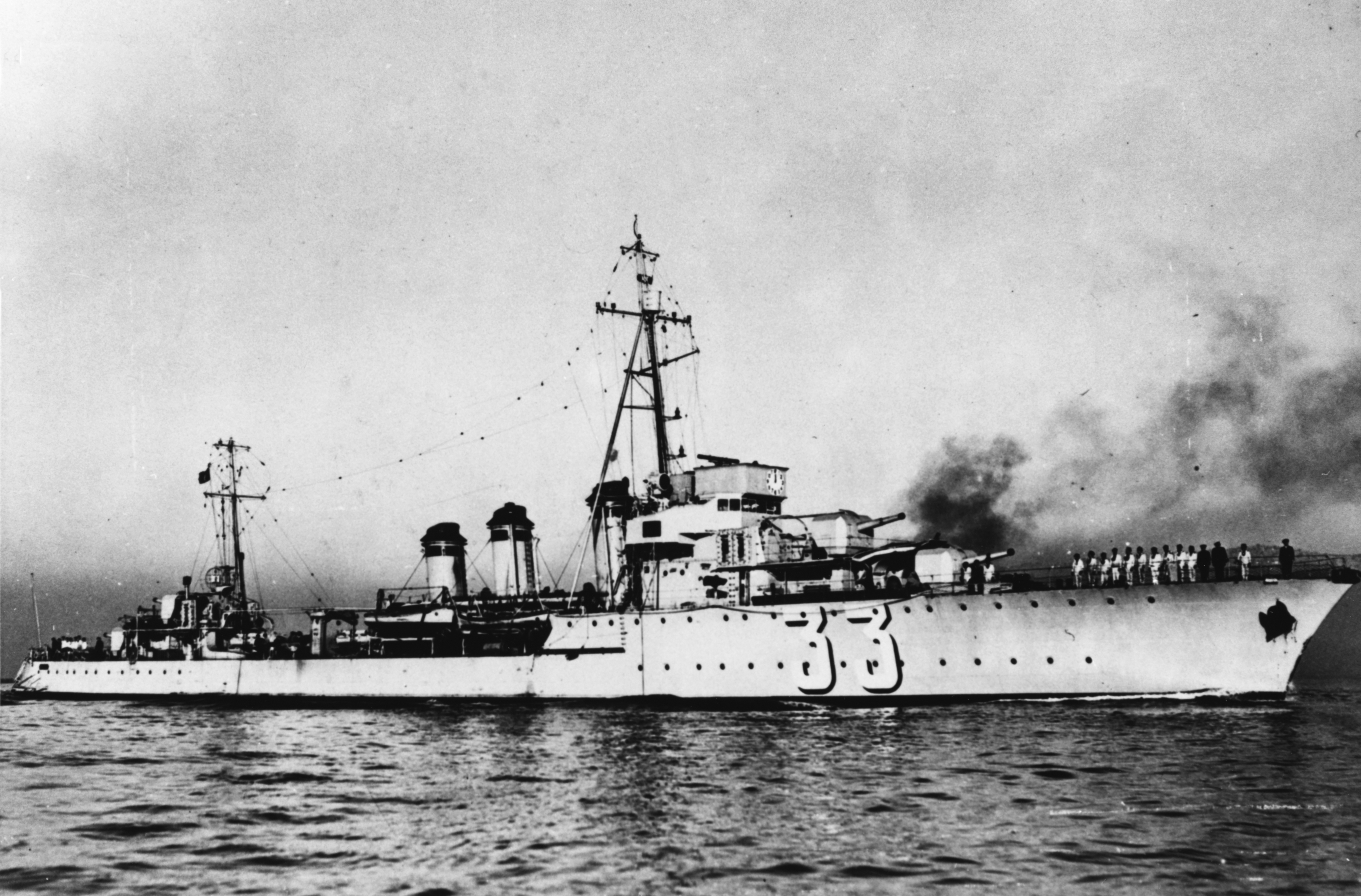
"Bourrasque"
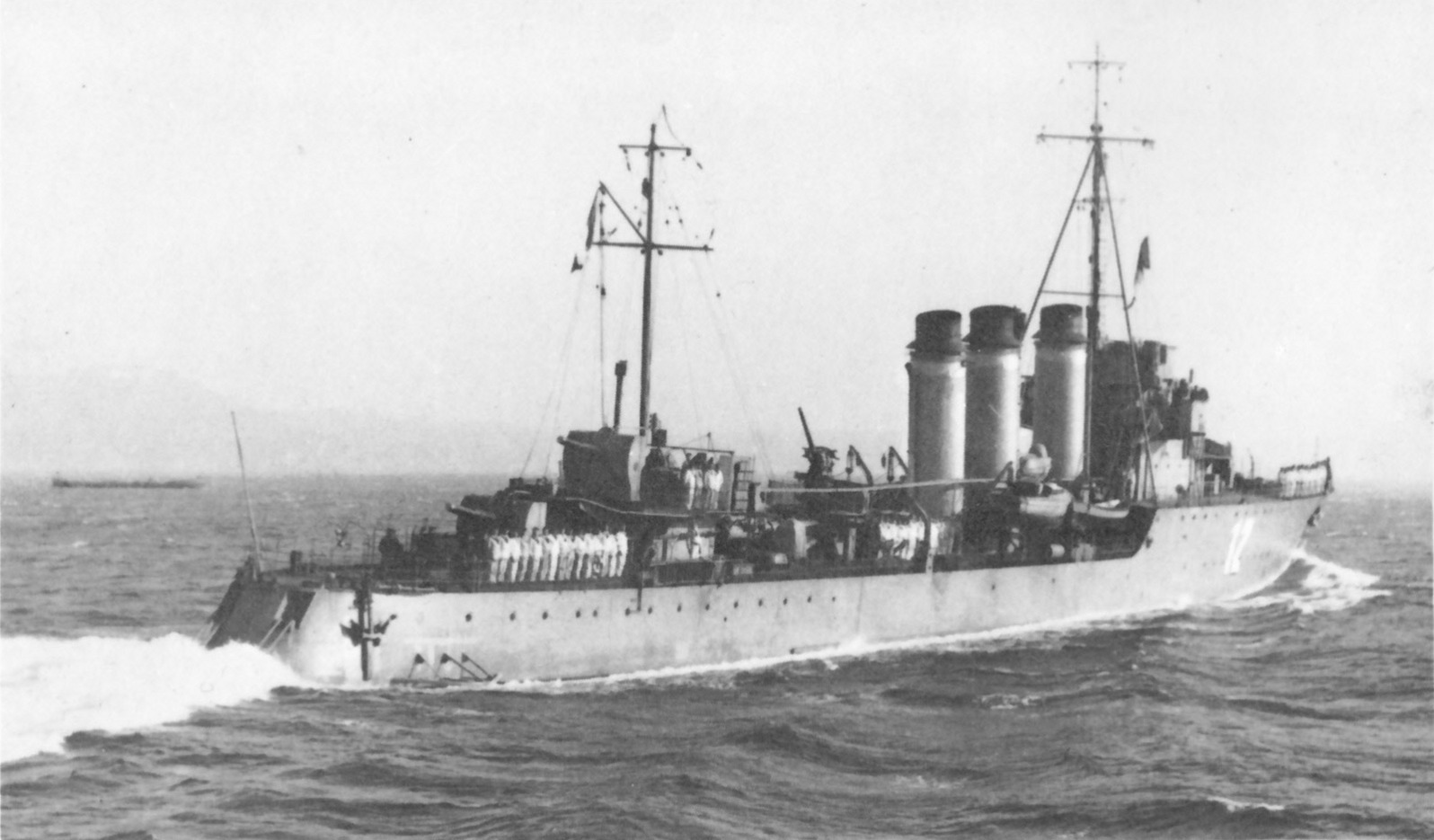
"Bourrasque"
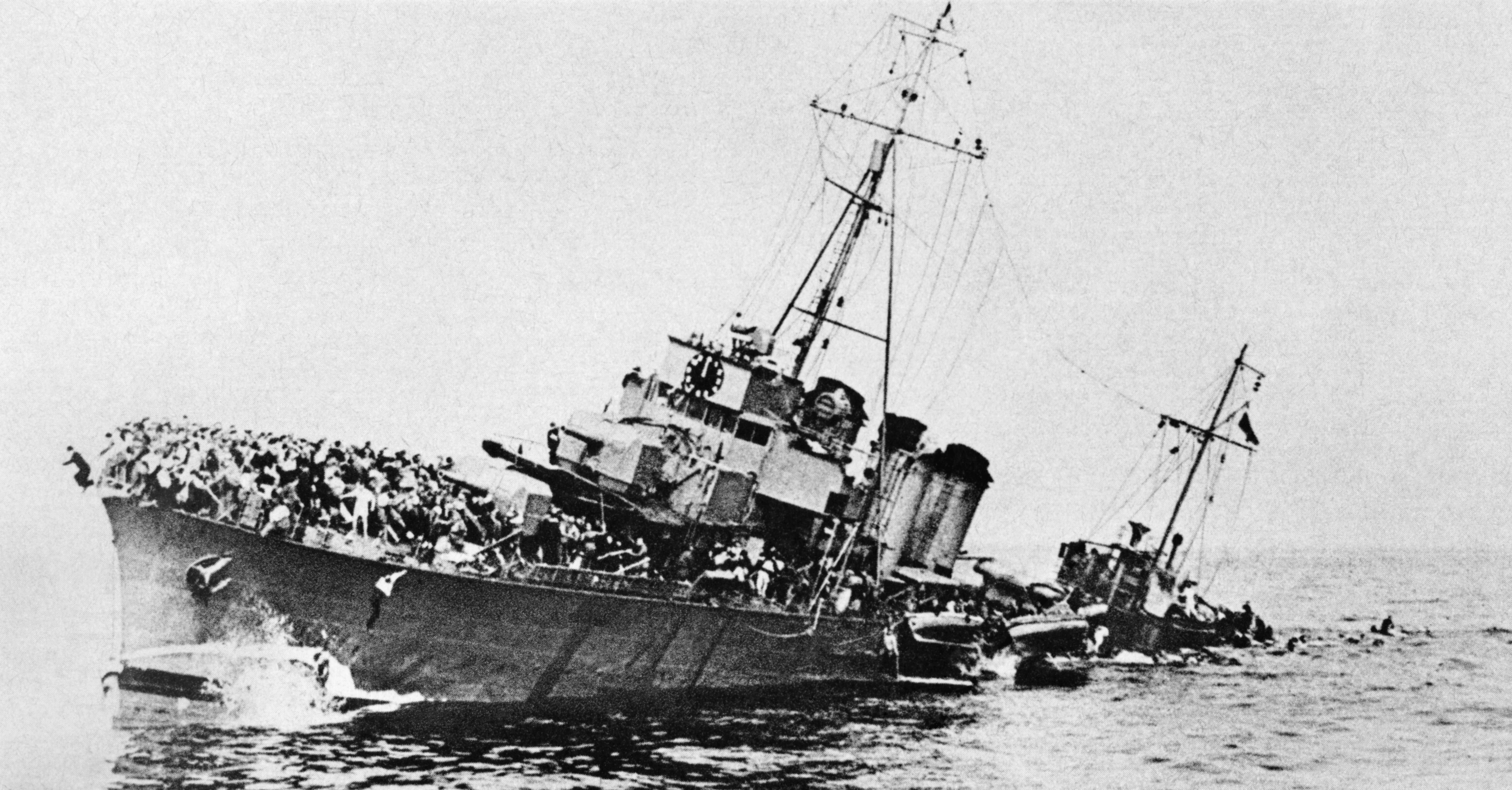
"Bourrasque"
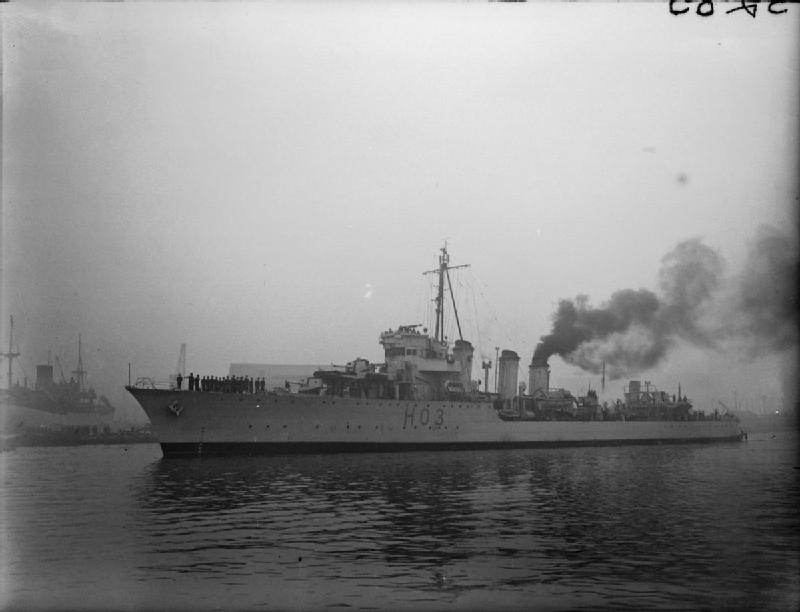
"Mistral"
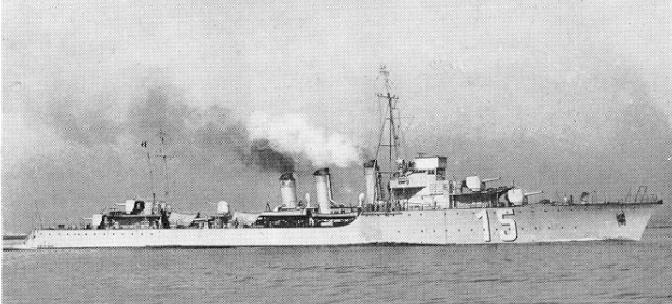
"Ouragan"
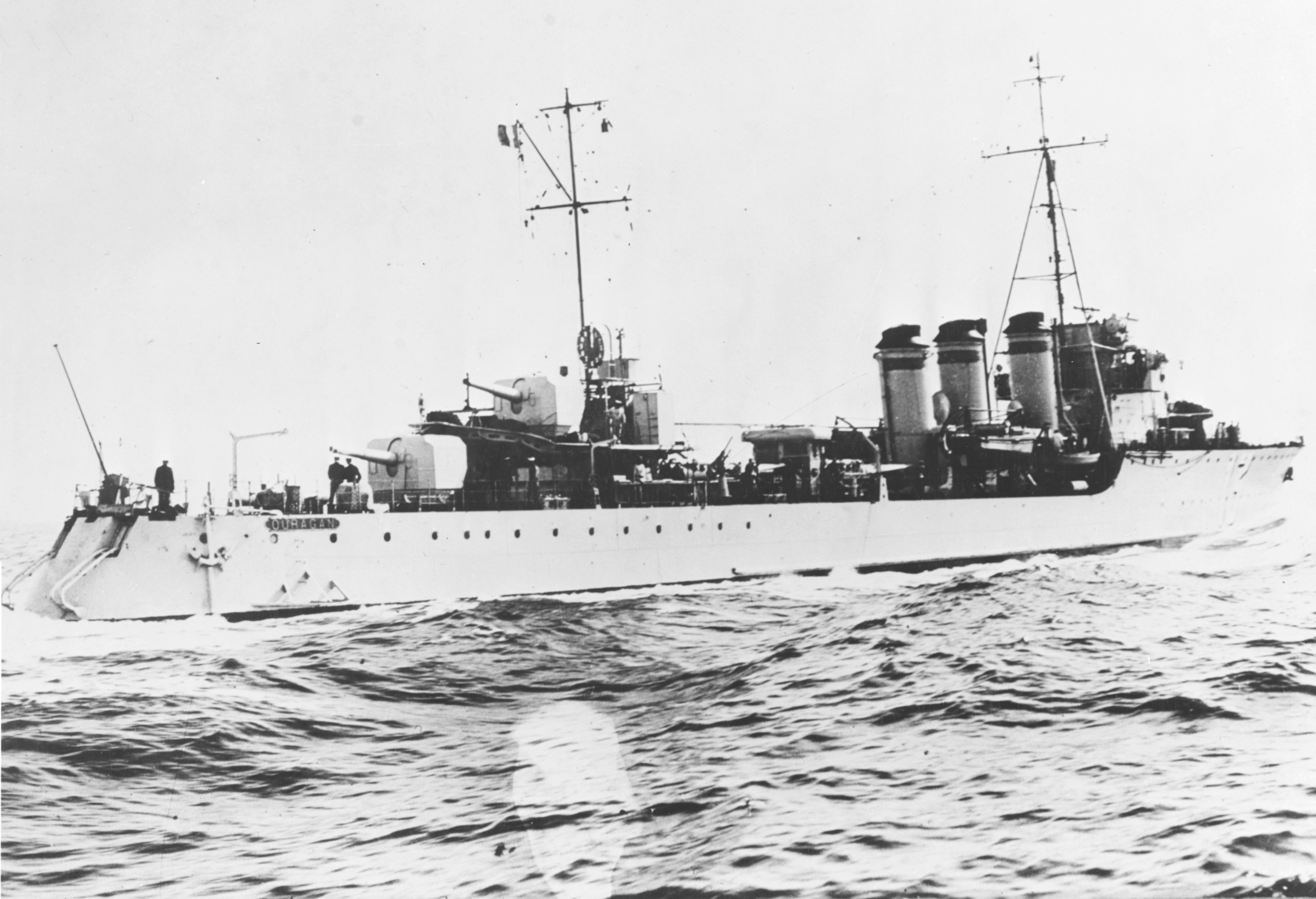
"Ouragan"
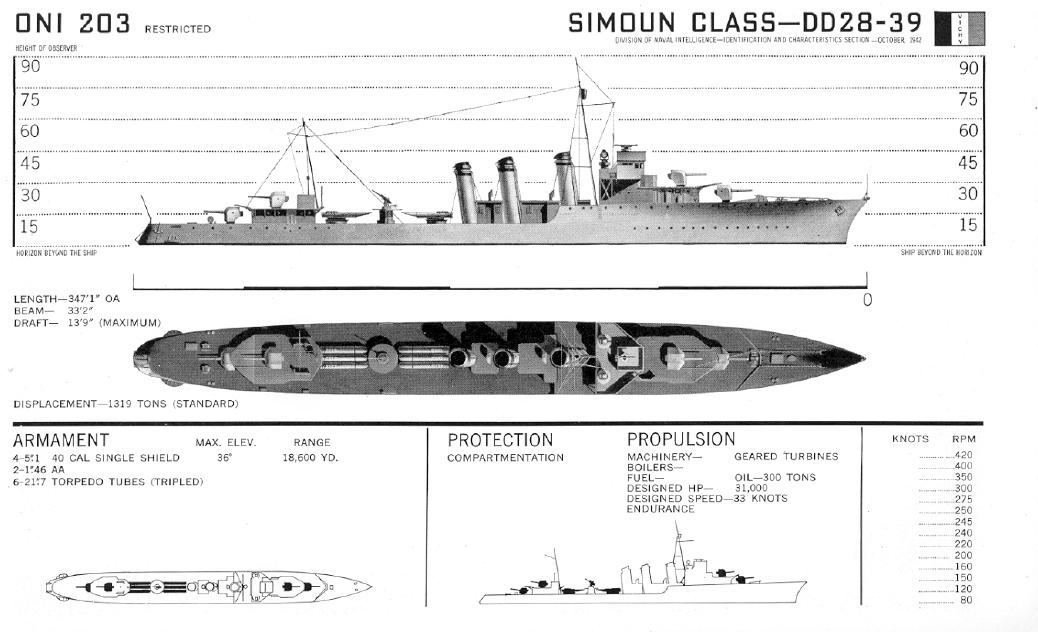
"Simoun"
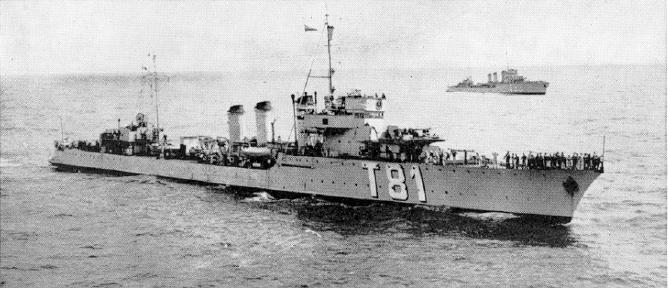
"Simoun"
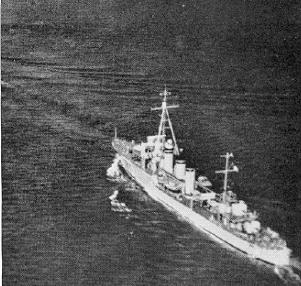
"Simoun"
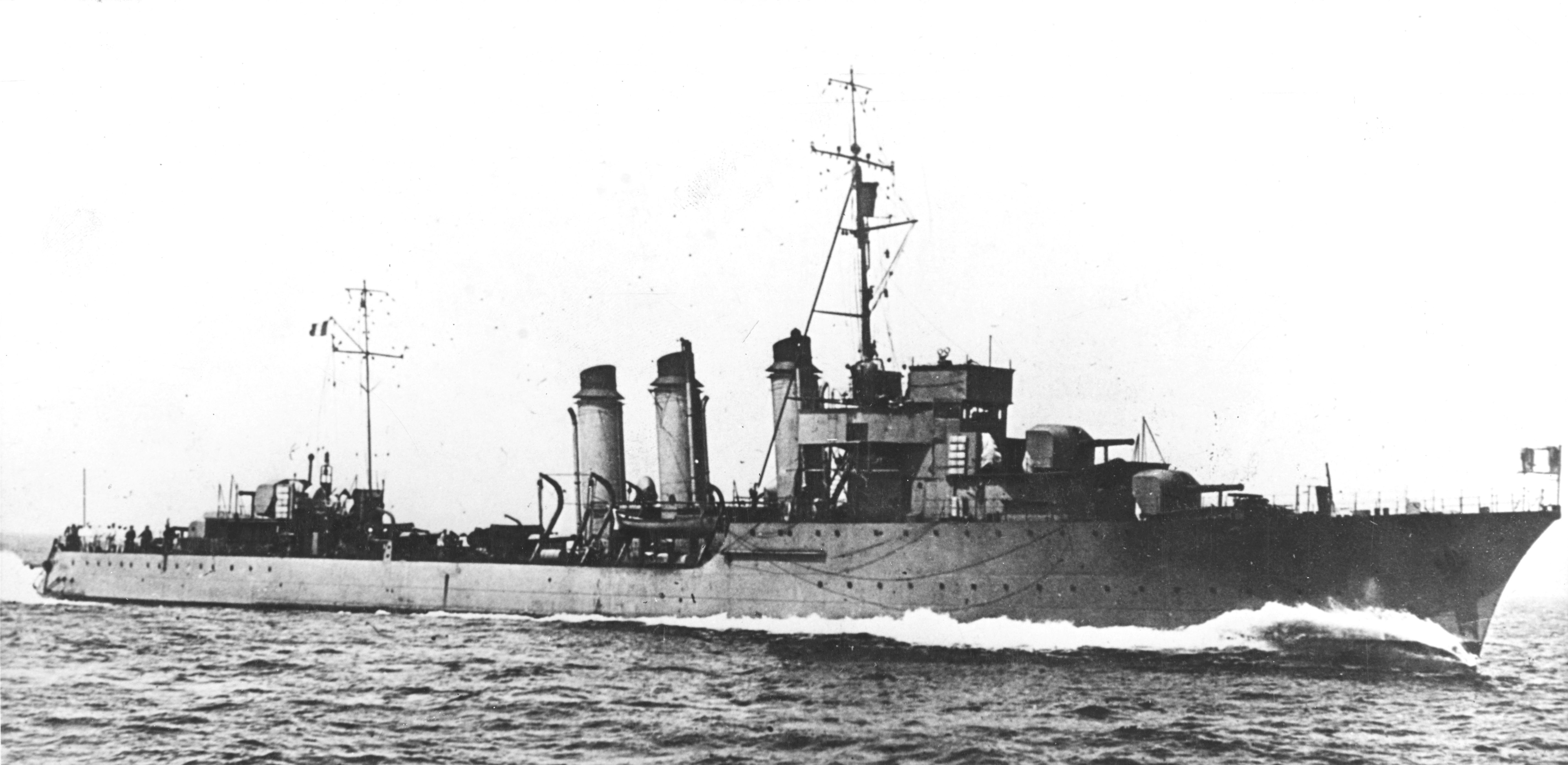
"Sirocco"